# ماركو كونينيونيز
ماركو كونينيونيز هو لاعب كرة قدم إكوادوري في مركز الدفاع، ولد في 28 سبتمبر 1977 في غواياكيل في الإكوادور. شارك مع منتخب الإكوادور لكرة القدم. أما مع النوادي، فقد لعب مع سوسيداد ديبورتيفو كيتو ونادي أوكاس ونادي إيميلك.

## وصلات خارجية
- ماركو كونينيونيز على موقع قاعدة بيانات كرة القدم.إي يو (الإنجليزية)
- ماركو كونينيونيز على موقع ناشيونال فوتبول تيمز (الإنجليزية)